# Сергій Кульбач
Сергій Кульбач (нар. 24 листопада 1992, Дніпропетровськ — 23 травня 2023, Сисак, Хорватія) — український спортсмен із парного фігурного катання. Вигравав національні титули з колишніми партнерками Єлизаветою Усманцевою та Наталею Забіяко. Разом із Забіяко також брав участь у Чемпіонаті світу 2011 року, де посів 16 місце.

## Кар'єра
З 2008 по 2009 рік Кульбач виступав за Україну разом з Анною Хниченковою.
У 2010 році Кульбач об'єднався з Наталією Забіяко, щоб представляти Естонію. Після дебюту на Nebelhorn Trophy/ Небельхорн Трофей 2010 року пара зайняла 13 місце на Чемпіонаті Європи 2011 року та 16 місце на Чемпіонаті світу 2011 року. Забіяко пошкодила спину внаслідок падіння на NRW Trophy у грудні 2011 року, що не дозволило їм взяти участь у Чемпіонаті Європи 2012 року. 15 лютого 2012 року стало відомо, що шляхи Забіяко та Кульбача розійшлися і він повернувся в Україну.
У 2012 році Кульбач об'єднався з Єлизаветою Усманцевою, щоб виступати за Україну, але їхнє партнерство було недовгим.

## Смерть
Кульбач загинув 23 травня 2023 року в результаті пожежі в квартирі на вулиці Івана Гундуліча в Сисаку, Хорватія. У середу, 24 травня, поліцейські Сисаксько-Мославинського відділу поліції провели розслідування, яке встановило, що пожежа виникла внаслідок спалювання ліжка вуглинками сигарети або недопалком.

## Програми

### З Забіяко

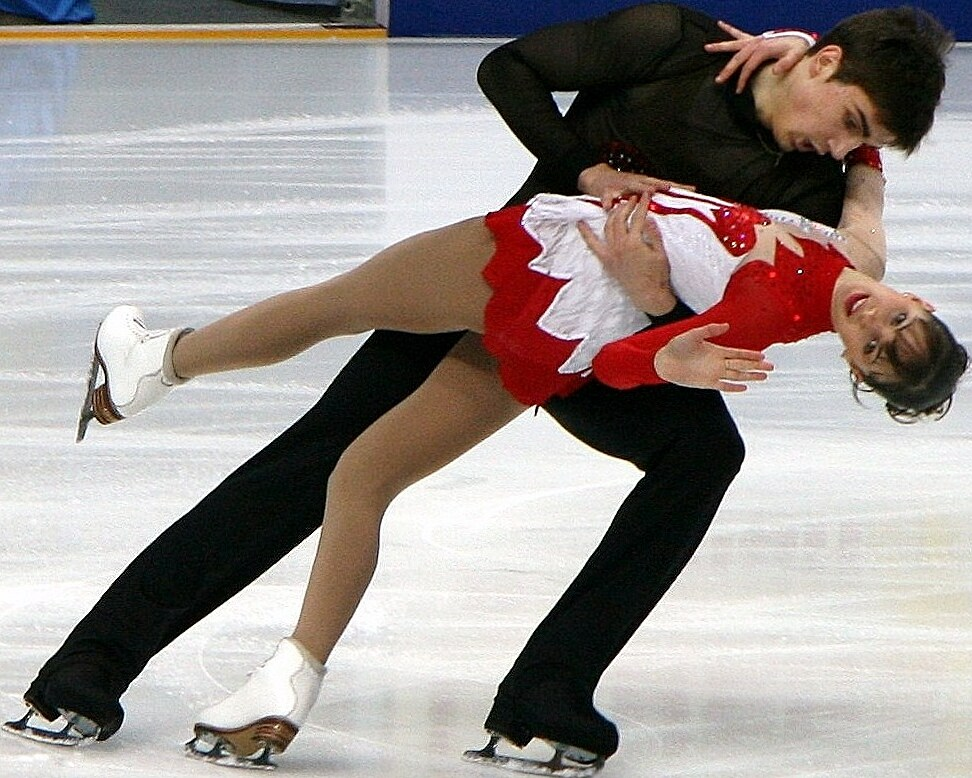
Забіяко та Кульбач на чемпіонаті світу 2011 року

| Сезон          | Коротка програма           | Вільне катання                                                    |
| -------------- | -------------------------- | ----------------------------------------------------------------- |
| 2011—2012 роки | - Російська народна музика | - Підкорення раю by Vangelis                                      |
| 2010—2011 роки | - Близькосхідна композиція | - Триб'ют Ностальгія - До останнього моменту by Янніс Хрисомалліс |

### З Хниченковою
| Сезон          | Коротка програма                       | Вільне катання              |
| -------------- | -------------------------------------- | --------------------------- |
| 2008—2009 роки | - Саундтреки до фільму Емира Кустуриця | - Українська народна музика |

## Основні моменти змагань
JGP: Гран-прі серед юніорів

### З Усманцевою за Україну
| Міжнародний            | Міжнародний |
| Подія                  | 2012–13 рр  |
| ---------------------- | ----------- |
| Трофей NRW             | 6-й J.      |
| Кубок Торуні           | 3-й J.      |
| Національний           |             |
| Чемпіонат України      | 1-й         |
| J. = Юніорський рівень |             |

### З Забіяко за Естонію
| Міжнародний           | Міжнародний | Міжнародний |
| Подія                 | 2010–11 рр  | 2011–12 рр  |
| --------------------- | ----------- | ----------- |
| Чемпіонат світу       | 16-й        |             |
| Чемпіонат Європи      | 13-й        |             |
| Трофей NRW            | 5-й         | 3-й         |
| Інтернаціонал: Юніори |             |             |
| JGP Естонія           |             | 4-й         |
| Національний          |             |             |
| Чемпіонат Естонії     | 1-й         |             |

### З Хниченковою за Україну
| Міжнародний                   | Міжнародний |
| Подія                         | 2008–09 рр  |
| ----------------------------- | ----------- |
| Чемпіонат світу серед юніорів | 20-й        |
| JGP Чехія                     | 14-й        |
| JGP Велика Британія           | 17-й        |
| Національний                  |             |
| Чемпіонат України             | 2-й         |